# Пырейник волокнистый
Пырейник волокнистый (также Регнерия волокнистая и Элимус волокнистый; лат. Elymus fibrosus) — многолетнее травянистое растение; вид рода Пырейник (Elymus) семейства Злаки (Poaceae).

## Ботаническое описание
Дерновинные (густодернистые) многолетние злаковые растения с голыми и шероховатыми, большей частью плоскими листьями. Стебли (30)40-80 см высоты, 1-2 мм толщины, прямые или у основания слегка коленчатые. Колосья узкие, 5-12 (15) см длины, двусторонние, относительно негустые, наклоненные, с относительно тонкой осью, дуговидно поникающие, обычно фиолетовые, с 2-4(5) цветками. Влагалища голые; листья 3-10 мм ширины и 7-15 см длины, плоские, голые, но более или менее шероховатые. Колосковые чешуи в 1,5-2 раза короче нижних цветковых чешуй, 6-8 мм длины, с 3-5 жилками, изнутри с коротким пушком, ланцетные, острые, с внутренней стороны волосистые, снаружи по жилкам шероховатые. Нижние цветковые чешуи 8-11 мм длины, с 5 жилками, голые (очень редко слегка шероховатые), безостые, шиловидно заострённые, каллус с длинными волосками, ось колоска густо волосистая. Верхние цветковые чешуи по килям с короткими и густыми шипиками, между килями с редким пушком, особенно по бокам вдоль килей. Пыльники 1,2-1,8 мм длиной. Цветёт в июне-августе. Анемофил. Число хромосом 2n=28.

## Распространение и местообитание
Европейско-западносибирский бореальный вид, встречающийся в Скандинавии, Западной и Восточной Сибири (бассейн р. Енисей), а также обычный в северных и северо-восточных областях Европейской России.

## Охранный статус

### В России
В России вид входит в многие Красные книги субъектов Российской Федерации: Мурманской, Липецкой, Московской и Ярославской областей, а также республик Карелия и Мордовия, и Красную книгу Восточной Фенноскандии.
Произрастает на территории полутора десятков ООПТ и заповедников: Верхне-Тазовский, Галичья гора, Голубинский карстовый массив, Денежкин Камень, Жигулевский им. И. И. Спрыгина, Ильменский им. В. И. Ленина, Керженский, Кроноцкий, Малая Сосьва, Печоро-Илычский, Пинежский, Путоранский, Саяно-Шушенский, Смоленское Поозерье, Таймырский, Центральносибирский.